# Соната для фортепиано № 27 (Бетховен)
Соната для фортепиано № 27 ми минор, op. 90, — соната Бетховена написанная 1814 году и опубликована год спустя с посвящением графу Морицу Лихновскому.

## Форма
В сонате две части, впервые у Бетховена обозначенные на немецком языке:
1. Mit Lebhaftigkeit und durchaus mit Empfindung und Ausdruck (Con vivacita e sempre con sentimento ed espressione)
2. Nicht zu geschwind und sehr singbar vorzutragen (Non troppo vivace e cantabile assai)

Первая часть написана в размере 3/4 звучит мистически взволнованно и беспокойно, самим Бетховеном эта часть обозначена как «борьба головы и сердца». Вторая часть, рондо в тоническом мажоре, успокаивается в красивую мелодию в размере 2/4. Две контрастирующие части как бы показывают тревожную ситуацию, которая затем успокаивается и приходит в покой. Также интересно то, что Бетховен описывает темпы для обеих частей на немецком языке.

## Оценка
Английский композитор Бромвел Туви охарактеризовал эту сонату как «полную страсти и энергии одиночества». Эта контрастирующая жестикуляция эмоций становится ещё более заметной, если посмотреть на диалоговую форму сонаты, где «голова» высказывает идею, а потом «сердце» её обсуждает.